# Koreagate
Le « Koreagate » est un scandale politique américain apparu en 1976, et impliquant des personnalités politiques de Corée du Sud qui avaient cherché à influencer dix membres du Congrès appartenant au Parti démocrate. Un objectif immédiat du scandale semble avoir été de faire revenir le président Richard Nixon sur sa décision de retirer des troupes de la Corée du Sud. 

## Articles de journaux
- Michael Dobbs, « The Washington Post : Koreagate Figure Tied To Oil-For-Food Scandal », The Washington Post, Washington D.C,‎ 15 avril 2005 (lire en ligne)

- Todd S. Purdum, « The New York Times : Accusation Against Lobbyist Echo Charges in 70's Scandal », The New York Times Company, New York,‎ 15 avril 2005

- Staff Writer, « Time Magazine : Koreagate on Capitol Hill? », Time, in Partnership with CNN, New York,‎ 29 novembre 1976